# Juan Carlos Vellido
Juan Carlos Vellido (Barcelona, 18 de març de 1968) és un actor barceloní.

## Carrera artística
Va començar la seva carrera artística als dinou o vint anys, a través d'uns amics que tenien un grup teatral amateur a Gavà. Juan Carlos els ajudava a diverses tareasː descarregar el camió, muntar l'escenari, fins que un dia li van oferir un paper.
Va compaginar els seus estudis de Dret en la Universitat de Barcelona amb els estudis d'interpretació a l'escola de Nancy Tuñón. Als vint-i-quatre anys, quan ja treballava de manera estable en un banc, es va traslladar a Madrid. Allí va prosseguir la seva formació artística a l'escola de Juan Carlos Corazza, mentre començava a fer teatre, i poc després, televisió. Va abandonar el treball en el banc, i va començar una etapa de intermitencias laborals, que li van portar a treballar com a cambrer, o corrector en una editorial.
Va debutar al cinema amb Alma gitana (dirigida per Chus Gutiérrez el 1996). Posteriorment va ser el protagonista de l’ opera prima del director Jordi Mollà (No somos nadie). Des de llavors ha treballat a les ordres de directors com Guillermo del Toro (El espinazo del diablo), Maria Ripoll (Utopía), Manuel Huerga (Salvador) o Rob Marshall (Pirates of the Caribbean: On Stranger Tides).
En televisió, va començar amb la sèrieTodos los hombres sois iguales, emesa per Telecinco entre 1996 i 1998. Posteriorment ha format part d'altres com Hierro (2019).
Juan Carlos Vellido ambé ha publicat dues obres literàries Escorzos i El hombre que vivía en una pecera, ambdues publicades per Editorial Martínez-Roca.

## Filmografia

### Televisió
| Any               | Títol                           | Personatge                 |
| ----------------- | ------------------------------- | -------------------------- |
| 1992              | V comme vengeance               | Regidor                    |
| 1995              | Mar de dudas                    | Edilson                    |
| 1996 - 1998       | Todos los hombres sois iguales  |                            |
| 1998              | La vida en el aire              | Javier                     |
| 1998 - 1999       | La casa de los líos             |                            |
| 1999              | Ellas son así                   | Rafa                       |
| 2004              | Hospital Central                | Francisco                  |
| 2007              | El comisario                    | Moco                       |
| 2008              | Zoo                             | Tony                       |
| 2008              | Hermanos & detectives           | Duque Fernández de Guevara |
| 2010              | Alakrana                        | Engrasador                 |
| 2011              | La duquesa II                   | Beltrán                    |
| 2011; 2018 - 2019 | 14 de abril. La República       | Gelabert                   |
| 2012              | Mario Conde, los días de gloria | Arturo Romaní              |
| 2014              | Hermanos                        | Daniel Pastor              |
| 2014              | Cuéntame un cuento              | Enrique                    |
| 2014 - 2016       | Cuéntame cómo pasó              | Moreto                     |
| 2014 - 2016       | El Príncipe                     | Fouad                      |
| 2015 - 2016       | Amar es para siempre            | Juan Lorente               |
| 2017              | La zona                         | Charly                     |
| 2017 - 2018       | El secreto de Puente Viejo      | Don Ignacio                |
| 2018              | La verdad                       | Izquierdo                  |
| 2018              | Snatch                          | Fajardo                    |
| 2019              | Derecho a soñar                 | Fajardo Chaparro           |
| 2019              | Hierro                          | Morata                     |
| 2019              | Las chicas del cable            | Gregorio Díaz              |
| 2020              | White Lines                     | Licenciado González        |
| 2020              | Desaparecidos                   | Sousa                      |
| 2020              | Alguien tiene que morir         | Santos Aldama              |
| 2022 - 2023       | Servir y proteger               | Isidro Galván              |
| 2023              | Nacho                           | José María Ponce Berenguer |

## Cinema
| Any  | Títol                                            | Personatge                    | Director                        |
| ---- | ------------------------------------------------ | ----------------------------- | ------------------------------- |
| 1993 | Walter Peralta (curtmetratge)                    |                               | Jordi Mollà                     |
| 1995 | Boca a boca                                      |                               | Manuel Gómez Pereira            |
| 1996 | Alma gitana                                      |                               | Chus Gutiérrez                  |
| 1996 | Malena es un nombre de tango                     | Nacho                         | Gerardo Herrero                 |
| 1997 | ¿De qué se ríen las mujeres?                     |                               | Joaquín Oristrell               |
| 1998 | Los años bárbaros                                | Jorge Negrete                 | Fernando Colomo                 |
| 1998 | The Flying Liftboy                               | Guerrilla                     | Ben Sombogaart                  |
| 1999 | Los lobos de Washington                          | Hombre bala                   | Mariano Barroso                 |
| 2001 | 3 noches                                         | Picasso                       | Fernando Venturini              |
| 2001 | El espinazo del diablo                           | Ayala                         | Guillermo del Toro              |
| 2001 | I Love You Baby                                  |                               | Alfonso Albacete, David Menkes  |
| 2002 | Pasos de baile                                   | Soldat 1 a l’oficina de Rejas | John Malkovich                  |
| 2002 | No somos nadie                                   | Ángel                         | Jordi Mollà                     |
| 2002 | Bestiario                                        | Baltasar                      | Vicente Pérez Herrero           |
| 2003 | Utopía                                           | Ramiro                        | Maria Ripoll                    |
| 2004 | Lo que soñó Sebastián                            |                               | Rodrigo Rey Rosa                |
| 2006 | Salvador                                         | Policia BPS                   | Manuel Huerga                   |
| 2007 | Cinemart                                         | Transvestido                  | Jordi Mollà                     |
| 2008 | Che: Guerrilla                                   | Mayor Hernán Plata            | Steven Soderbergh               |
| 2008 | Sexykiller                                       | Professor d’Anatomia          | Miguel Martí                    |
| 2009 | Expulsados 1609, la tragedia de los moriscos     | Pícaro                        | Miguel E. López Lorca           |
| 2009 | Malamuerte                                       | Juan                          | Vicente Pérez Herrero           |
| 2010 | 18 comidas                                       | Juan                          | Jorge Coira                     |
| 2010 | Carne de neón                                    | Director porno                | Paco Cabezas                    |
| 2011 | Pirates of the Caribbean: On Stranger Tides      | Capità espanyol               | Rob Marshall                    |
| 2012 | Volver a nacer                                   | Ministeri Oficial             | Sergio Castellitto              |
| 2013 | Alacrán enamorado                                | Francisco                     | Santiago Zannou                 |
| 2013 | Pixel Theory                                     | President Durán               | Esaú Dharma, ......             |
| 2013 | Alpha                                            | Tom                           | Joan Cutrina                    |
| 2014 | Los fenómenos                                    | Furón                         | Alfonso Zarauza                 |
| 2014 | Crustáceos (documental)                          | Juan Carlos Vellido           | Vicente Pérez Herrero           |
| 2017 | Pirates of the Caribbean: Dead Men Tell No Tales | Teniente Lesaro               | Joachim Rønning, Espen Sandberg |
| 2017 | El collar de sal                                 |                               | Vicente Pérez Herrero           |
| 2017 | Edict of expulsion 1492                          | Oruc Reis                     | Omer Sarikaya                   |
| 2017 | Hereje                                           | Suppiluliuma                  | Ignacio Oliva                   |
| 2018 | Alegria tristesa                                 | Advocat                       | Ibon Cormenzana                 |
| 2019 | Tu día de suerte (curtmetratge)                  |                               | Fele Martínez                   |
| 2021 | The Nanny's Night                                | Sam                           | Ignacio López                   |
| 2022 | Código Emperador                                 | Azcona                        |                                 |
| 2022 | Bajo terapia                                     |                               | Gerardo Herrero                 |
| 2022 | Canallas                                         |                               | Daniel Guzmán                   |

## Premis
Premis Goya
| Any  | Categoria              | Pel·lícula   | Resultat |
| ---- | ---------------------- | ------------ | -------- |
| 2024 | millor actor secundari | Bajo terapia | Pendent  |